# Veprštof
Veprštof (njemački: Weppersdorf, mađarski: Veperd) je naseljeno mjesto u austrijskoj saveznoj državi Gradišće, administrativno pripada Kotaru Gornja Pulja.

## Stanovništvo
Veprštof prema podacima iz 2010. godine ima 1.834 stanovnika.

## Vanjske poveznice
- Internet stranica naselja